# El nacimiento de la Virgen (Murillo)
El nacimiento de la Virgen es una obra del pintor Bartolomé Esteban Murillo, realizada originalmente en 1660 para la capilla de la Concepción de la Catedral de Santa María de la Sede de Sevilla. Actualmente se encuentra en el Museo del Louvre de  París, tras ser expoliada por las tropas napoleónicas.

## Historia
Durante la ocupación francesa de Sevilla, en el marco de la invasión napoleónica a España, el tesoro de la catedral de Sevilla fue objeto de un expolio perpetrado por las tropas del mariscal francés Jean de Dieu Soult. Una de las obras confiscadas por el militar fue la Inmaculada de Soult y el Nacimiento de la Virgen, de Murillo. En principio, el francés pensaba obtener la Visión de San Antonio de Padua, pero el cabildo propuso intercambiarla por el Nacimiento de la Virgen y la obra permaneció en la capilla de San Antonio.

## Análisis
Es una de las obras más importantes en la producción artística de Murillo, quien se basó en modelos de la vida cotidiana de Andalucía para realizar el cuadro. Salvo por la presencia de los ángeles, no existe ninguna otra clave de que se trata de un cuadro de tema religioso.
La figura de la Virgen María centra toda la composición, sostenida en los brazos de varias mujeres, al mismo tiempo que emana un foco de luz que ilumina toda la escena aunque deja en penumbra al grupo de Santa Ana, incorporada en el lecho. También aparece San Joaquín.
El juego de luces que Murillo emplea recuerda a las obras de Rembrandt, que el pintor pudo haber admirado en las colecciones privadas.